# 西部に踊る拳銃の歌
『西部に踊る拳銃の歌』(Songs of the Gunfighters)は、フォア・コインズ、原田実とワゴン・エース、テレビランド管弦楽団によるオムニバス・アルバム。1960年8月に日本コロムビアからリリースされた。

## 収録曲
Side 1
1. アリゾナ・トム
2. アリゾナ・レインジャー
3. 名犬リンチンチン
4. 連邦保安官
5. バット・マスターソン

Side 2
1. ハイウェイ・パトロール・マーチ
2. シャイアン
3. 西部のパラディン
4. コルト45
5. ローハイド

## パーソネル
- フォア・コインズ（歌） *1-2〜4、2-2〜4
- 原田実とワゴン・エース *1-3、2-3〜4
- テレビランド管弦楽団 *1-1〜2、1-4〜5、2-1〜2、2-5